# Кузнецов, Василий Дмитриевич
Василий Дмитриевич Кузнецов (1932—2001) — советский легкоатлет-десятиборец, двукратный призёр Олимпийских игр, трёхкратный чемпион Европы, экс-рекордсмен мира, заслуженный мастер спорта СССР (1955).

## Биография

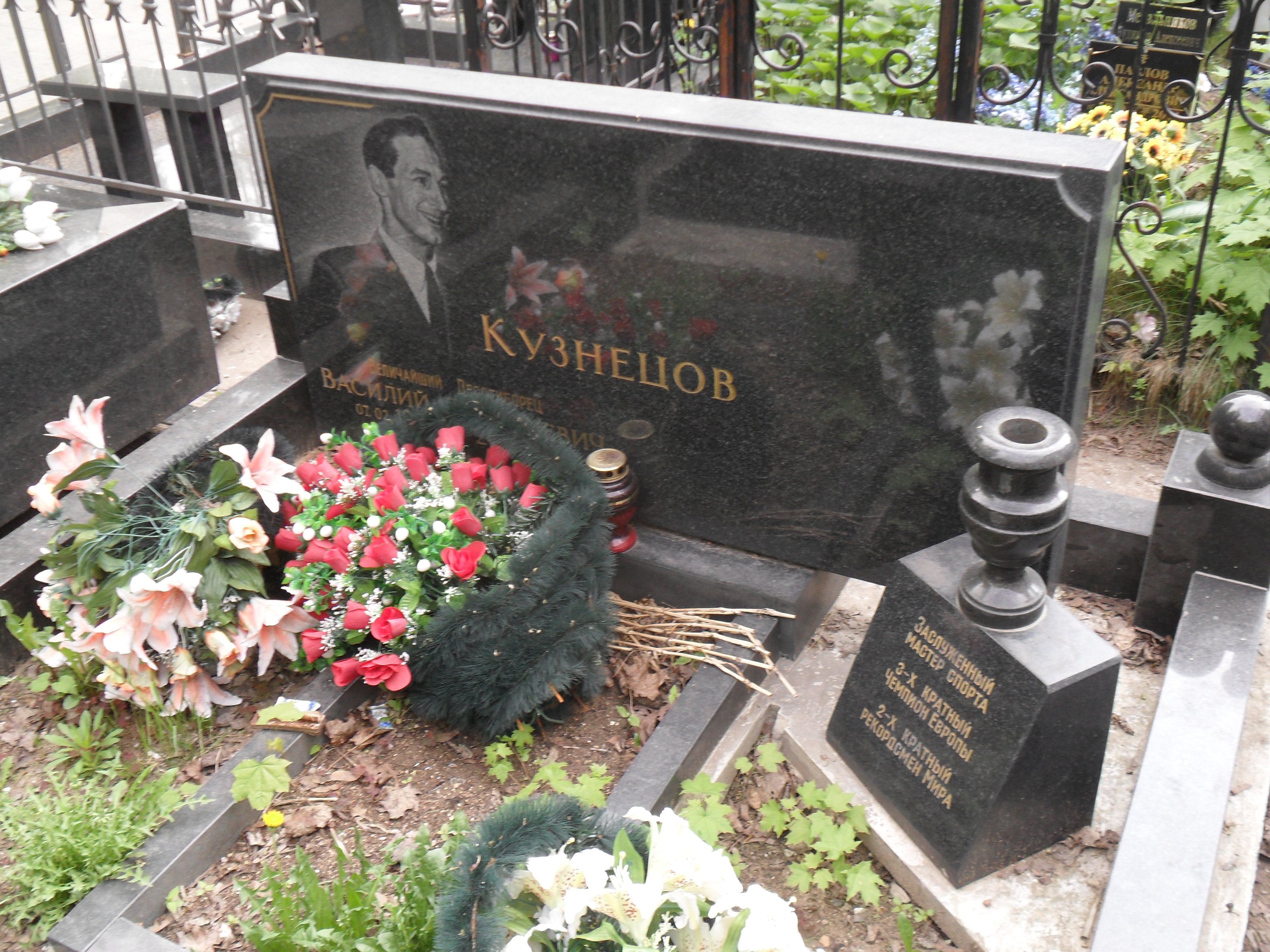
Могила Кузнецова на Ваганьковском кладбище Москвы.

Родился 7 февраля 1932 года в селе Каликино, на Рязанщине.
Позже переехал с родителями в город Покров Владимирской области, где после войны «с подачи» старшины Фёдора Ивановича Шуляцкого, энтузиаста из местной воинской части, начал заниматься легкой атлетикой. Считает его своим первым тренером. Мастер спорта СССР (1955). Представлял общество «Искра».
Двукратный рекордсмен мира в легкоатлетическом десятиборье, трижды подряд — с 1954-го по 1962-й год — выигрывал европейские чемпионаты. Бронзовый призёр Олимпиад в Мельбурне-56 и Риме-60. В 1959 году удостоен «Приза Хелмса», награды лучшему атлету года в мире.
Умер 6 августа 2001 года. Похоронен на Ваганьковском кладбище в Москве.

## Награды
- орден Трудового Красного Знамени (27.04.1957) — «за успехи, достигнутые в деле развития массового физкультурного движения в стране, повышения мастерства советских спортсменов, и успешное выступление на международных соревнованиях»
- Орден «Знак Почёта» (16.09.1960) — за успешные выступления в XVII летних и VIII зимних Олимпийских играх 1960 года, а также за выдающиеся спортивные достижения[3]